# Neotroponiscus littoralis
Neotroponiscus littoralis är en kräftdjursart som beskrevs av Lemos de Castro1970. Neotroponiscus littoralis ingår i släktet Neotroponiscus och familjen Bathytropidae. Inga underarter finns listade i Catalogue of Life.